# Pedro Ponce de León

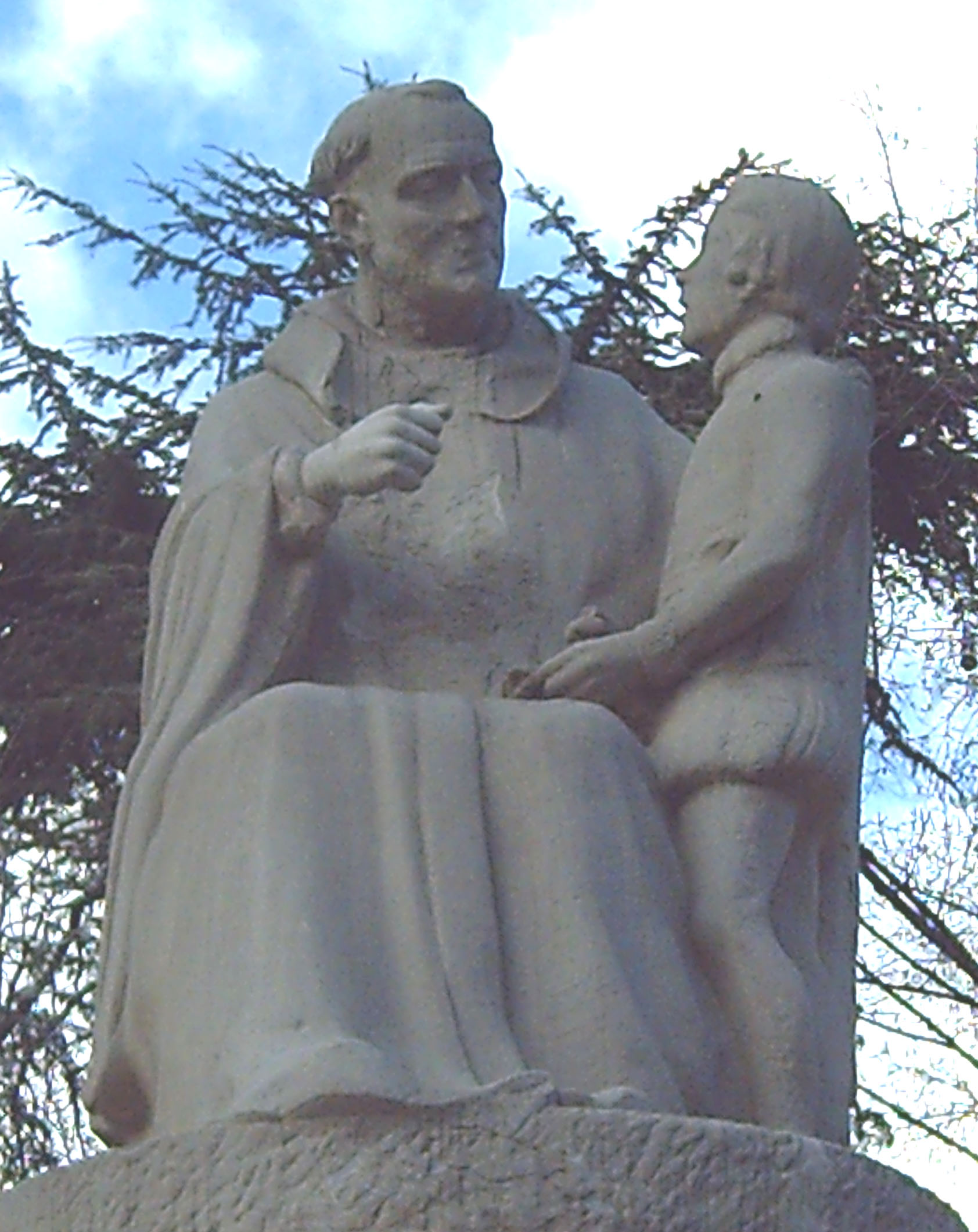
Pedro Ponce de León ensinando um aluno. Detalhe do monumento em Madrid.

O espanhol Pedro Ponce de León (1520 - 1584) foi um monge beneditino que recebeu créditos como o primeiro professor para surdos.  Ponce de León estabeleceu uma escola para surdos no Mosteiro de San Salvador em Oña Burgos. Seus escassos alunos eram todos crianças surdas, filhos de aristocratas ricos que tinham recursos para o confidenciar-lhe estes tutorados.
Seu trabalho com crianças surdas focalizou em ajudá-las aprender como escrever a língua. Instruiu as crianças na escrita e em gestos simples como um alfabeto bi-manual. Ponce de León não se tornou conhecido por desenvolver um trabalho com língua de sinais. Ponce de León teria desenvolvido um alfabeto manual que permitia ao estudante que aprendesse a soletrar (letra por letra) toda a palavra. Os pesquisadores modernos analisam se este alfabeto foi baseado, integralmente ou em parte, em simples gestos com as duas mãos. O alfabeto uni-manual publicado por Juan de Pablo Bonet em 1620, foi distinto do alfabeto bi-manual usado por Ponce de León.
O trabalho de Ponce de León com os surdos foi considerado de grande importância  por seus contemporâneos.
A maioria dos  europeus no século XVI, acreditava que os surdos eram incapazes de serem educados. Muitos acreditavam que os surdos nem mesmo poderiam ser educados como cristãos, deixando-os à margem da sociedade.